# Volteggio

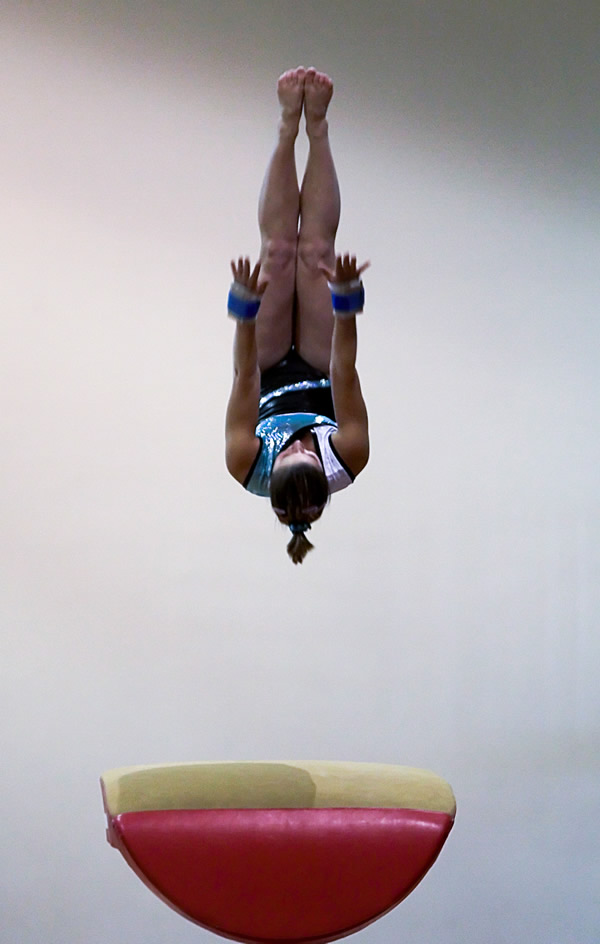
Ginnasta in aria mentre esegue un volteggio. È visibile la nuova tavola da volteggio, imbottita, che sostituisce il "cavallo", utilizzato per la specialità fino al 2001.

Il volteggio è una specialità della ginnastica artistica. Ci si riferisce con "volteggio" sia alle attrezzature necessarie all'esecuzione, sia all'esecuzione stessa della specialità. Viene praticato sia dagli uomini che dalle donne. L'abbreviazione in inglese nei tabelloni dei punteggi è VT.

## Esecuzione
Per eseguire un volteggio, il (o la) ginnasta prende la rincorsa su una pista lunga 25 metri, salta sulla pedana posizionata davanti alla tavola e dopo aver appoggiato le mani sull'attrezzo esegue il volteggio vero e proprio. Per la famiglia di figure derivate dallo Yurchenko, il ginnasta poggia le mani prima della pedana, esegue una rondata con arrivo sulla pedana, da cui si può collegare un flick flack indietro con appoggio delle mani sulla tavola e con consecutivo secondo volo, dove si aggiungono rotazioni semplici o complesse. Al fine del punteggio, oltre agli elementi eseguiti, è di fondamentale importanza l'arrivo al suolo.

## Attrezzature per il volteggio

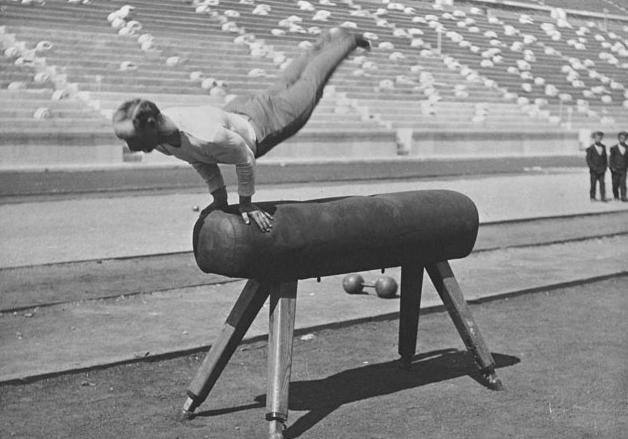
Carl Schuhmann, vincitore della medaglia d'oro per il volteggio al cavallo, durante la prima edizione delle Olimpiadi moderne di Atene 1896

Le prime attrezzature per il volteggio furono inventate dal tedesco Friedrich Ludwig Jahn, nate come un "cavallo", molto simile al cavallo con maniglie ma senza le maniglie; era infatti anche conosciuto come volteggio "al cavallo" o "alla cavallina".

### Il cavallo
Il cavallo era posizionato con il lato lungo perpendicolare alla direzione della rincorsa per le donne e parallelo per gli uomini, ed è stato utilizzato per oltre un secolo, a partire dalla prima edizione delle Olimpiadi moderne nel 1896 con il volteggio maschile, per finire con le Olimpiadi del 2000.
Ha causato diversi gravi incidenti negli anni di utilizzo. Nel 1988 la statunitense Julissa Gomez rimase paralizzata e morì tre anni dopo a causa di complicazioni. Nell'edizione del 1998 dei Goodwill Games la cinese Sang Lan rimase vittima di un grave incidente durante l'arrivo al suolo che la lasciò paralizzata. 
Una serie di incidenti alle Olimpiadi del 2000 convinse la Federazione Internazionale della Ginnastica a considerare l'utilizzo di un nuovo attrezzo, più sicuro per i ginnasti.

### La nuova tavola
Sebbene gli incidenti fossero da ascrivere a errori nell'impostazione dell'altezza dal suolo del cavallo, la FIG ha deciso di cambiare l'attrezzo sia per ragioni di sicurezza, sia per una maggiore spettacolarità.
Ai mondiali del 2001 esordì la nuova "tavola da volteggio", un attrezzo realizzato nella seconda metà degli anni '90 dalla Janssen-Fritsen (società tedesca specializzata nella produzione di attrezzature e articoli per la ginnastica), chiamato Pegases, soprannominata «lingua» dai ginnasti. 
La tavola da volteggio è caratterizzata da una superficie piana e quasi parallela al suolo, è lunga 1,20 m e larga 95 cm. Ha una leggera inclinazione in direzione della pedana di rincorsa, che degrada verso il basso in prossimità della pedana elastica, con una piega quasi a 90°, assumendo la forma come di una lingua piegata verso il basso, da cui il soprannome. Viene impostata a 1,35 m di altezza dal suolo per gli uomini e 1,25 m per le donne.
La nuova tavola da volteggio sembra essere più sicura del precedente cavallo; tuttavia la possibilità di incidenti rimane. Nel 2007 la ginnasta olandese Imke Glas è rimasta vittima di una grave caduta dopo un volteggio con la nuova tavola.

## Punteggio e regole

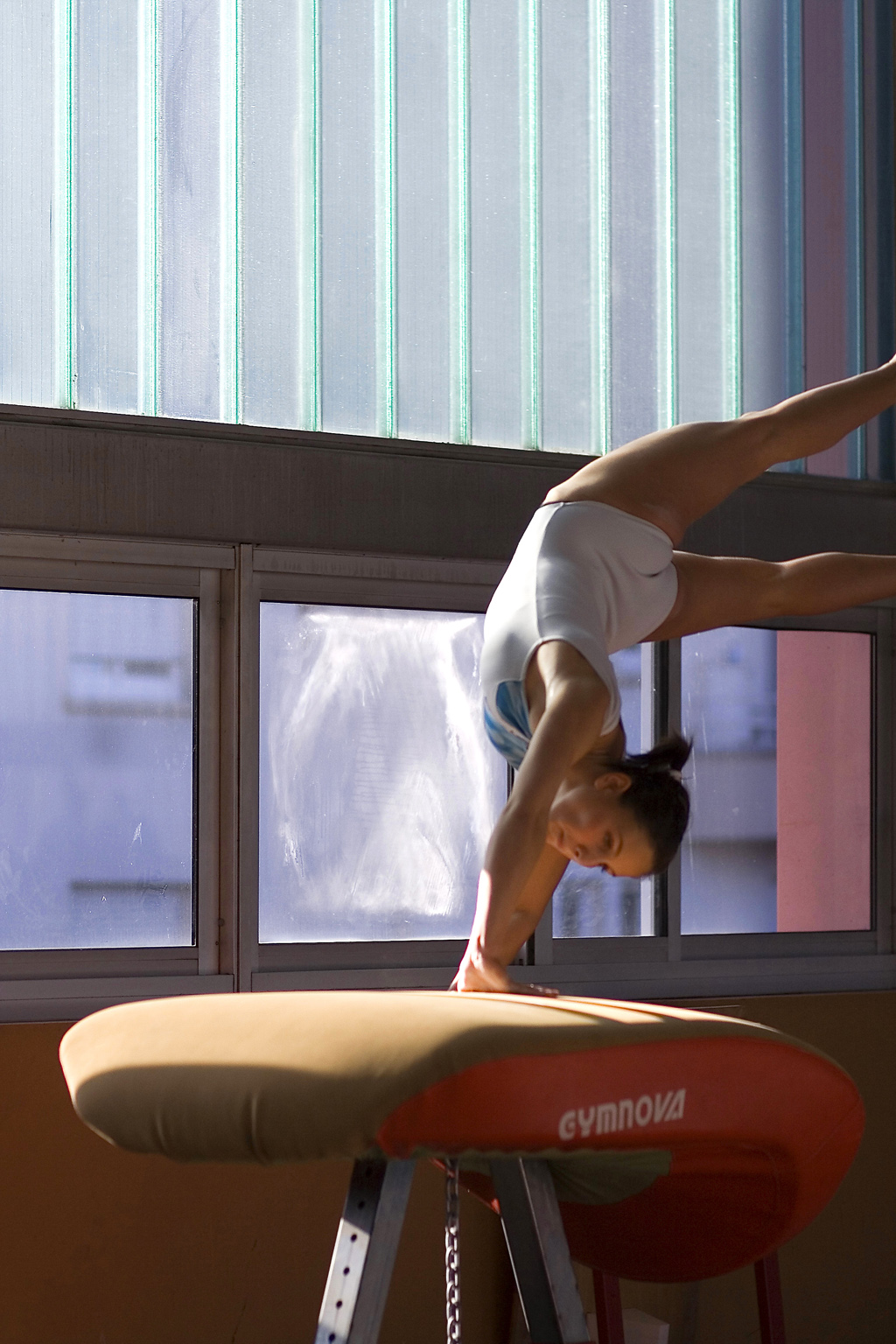
Ginnasta al volteggio

Il punteggio si basa su diversi parametri. I ginnasti devono arrivare al suolo in modo pulito, senza salti o passi successivi all'atterraggio, ed entro una porzione definita del tappeto. Devono inoltre dimostrare una buona tecnica ed esecuzione del volteggio stesso. Cadute, passi, tecnica scadente ed elementi eseguiti in maniera non ottimale portano a sottrazione di punti.
In base alla competizione, il punteggio finale dipenderà:
- da un singolo volteggio
- dalla media dei punteggi di due volteggi
- dal volteggio con punteggio più alto tra due esecuzioni

Come in altri eventi di ginnastica, a livello élite/mondiale, il punteggio è regolato dal Codice dei Punti della FIG. Secondo il nuovo Codice, due gruppi di giudici valutano il volteggio.
Il punteggio-D e il punteggio-E vengono sommati assieme per ottenere il punteggio complessivo raggiunto dal ginnasta.
- Punteggio-D: Ad ogni volteggio viene assegnato uno specifico valore in punti in base alla difficoltà. Il punteggio-D è semplicemente dato da questo valore. Ogni ginnasta che esegue lo stesso volteggio riceve un identico punteggio-D.
- Punteggio-E: I giudici partono da un'esecuzione perfetta cui viene attribuito un valore di 10.0. A questo valore vengono sottratti errori nella forma, tecnica, elevazione, ampiezza, esecuzione e arrivo al suolo. I giudici tengono conto della posizione del corpo: se ginocchia e piedi rimangono uniti durante il volo; se il corpo è in tenuta; se le braccia sono raccolte o lasciate libere. Come per alcuni altri eventi di ginnastica, è preferibile un arrivo al suolo pulito, con i piedi che toccano il tappeto insieme e allo stesso istante senza passi o salti successivi per non perdere l'equilibrio. Sul tappeto sono presenti due linee parallele che individuano un corridoio entro il quale i ginnasti dovrebbero atterrare: un ginnasta che non arriva al suolo entro l'area descritta dalle linee, o successivamente al primo tocco mette un piede o tutti e due i piedi fuori dalle linee, riceve una o più penalità.

### Punteggio nelle competizioni non olimpiche
Nelle competizioni di altri livelli che usano il Codice basato sul sistema di assegnazione dei punti a partire da 10.0, a ogni volteggio viene attribuito in valore iniziale. Il valore iniziale, che può anche partire da valori più alti o più bassi di 10.0, rappresenta il punteggio massimo che il ginnasta può raggiungere se il volteggio è eseguito in modo perfetto. I giudici partono dal valore iniziale, e applicano le penalità per errori nella forma, tecnica, altezza, ampiezza, esecuzione e atterraggio.

### Regole generali e convenzioni

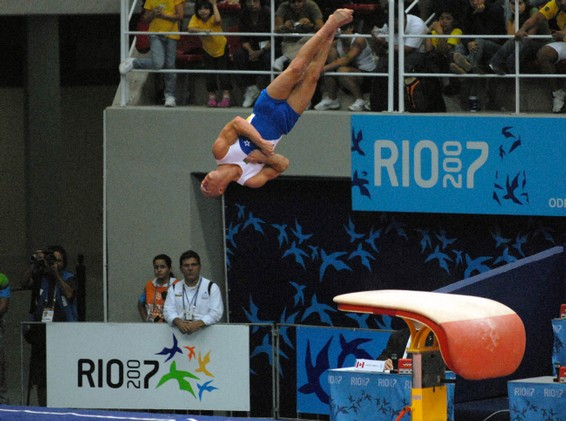
Il ginnasta brasiliano Diego Hypólito mentre esegue uno Yurchenko con doppio avvitamento, durante i Giochi panamericani di Rio de Janeiro del 2007.

Diverse regole e convenzioni si applicano al volteggio a tutti i livelli, dalle competizioni olimpiche alle competizioni amatoriali, indipendentemente dal Codice dei Punti.
La valutazione del volteggio inizia quando il ginnasta tocca il trampolino. La distanza del trampolino dall'attrezzo è determinata in base all'altezza del ginnasta e alla sua prestanza fisica oltre che dagli elementi che eseguirà al volteggio. In modo analogo, la lunghezza della rincorsa sul tumbling dipende dal ginnasta, entro comunque i 25 metri. 
Alcuni ginnasti infatti utilizzano l'intera lunghezza del tumbling, altri iniziano la rincorsa in posizione più avanzata. La diversa disposizione del trampolino è ininfluente ai fini del punteggio, a meno che gli allenatori non siano riusciti a posizionare i tappeti di sicurezza.
Gli allenatori devono informare preventivamente i giudici quali elementi il ginnasta intende eseguire. Ad ogni volteggio è assegnato un numero, che verrà visualizzato su un tabellone o su un display elettronico prima che il ginnasta effettui l'esercizio. In passato, i ginnasti incorrevano in una penalità per aver eseguito un volteggio diverso da quello chiamato in tabellone. Attualmente, questa penalità è stata rimossa dal Codice dei Punti.
I ginnasti possono utilizzare magnesio in polvere (in realtà si tratta di Carbonato di Magnesio MgCO3) per asciugare dal sudore i palmi delle mani e le piante dei piedi. È inoltre permesso utilizzare scarpette di ginnastica apposite e indossare protezioni per i polsi a discrezione del ginnasta.
Se il ginnasta si blocca (ad esempio a metà del tumbling interrompe la rincorsa senza toccare il trampolino) non viene assegnata nessuna penalità. Il ginnasta ha 30 secondi a disposizione per tornare alla posizione di partenza ed effettuare un secondo tentativo. Tuttavia, se il ginnasta tocca in qualunque modo il trampolino o la tavola, riceverà un punteggio pari a zero e non avrà diritto ad altri tentativi. La ginnasta Ekaterina Kramarenko toccò la tavola senza effettuare il volteggio ed ottenne un punteggio pari a zero durante la finale a squadre del Campionato Mondiale del 2007.
Esistono diverse altre azioni che invalidano il volteggio e a cui viene assegnato un punteggio nullo.
Queste azioni includono: ricevere assistenza, sia verbale che fisica, dal proprio allenatore o istruttore e non utilizzare il tappeto di sicurezza a forma di U nei volteggi con approccio alla tavola in stile Yurchenko. Un'altra azione che porta a punteggio nullo uguale a zero è quella di iniziare la rincorsa ed eseguire il volteggio prima che il giudice abbia alzato la bandierina verde di via (o attivato la luce verde su display), così come avviene anche ad altri livelli nelle competizioni di ginnastica. La ginnasta russa Anna Pavlova ricevette punteggio pari a zero per aver eseguito il volteggio senza il via dei giudici al secondo turno delle finali di specialità durante le Olimpiadi di Pechino del 2008.

## Tipologie di volteggio
In base al Codice dei Punti della FIG, gli stili di volteggio si dividono in varie categorie. Uno stile di volteggio rientra in una determinata categoria in base all'elemento eseguito in volo.

### Categorie di volteggio (Uomini)
Esistono cinque gruppi di volteggi per gli uomini:
- Volteggi diretti
- Volteggi con 1 avvitamento nella prima fase di volo
- Volteggi con rotazioni in avanti e con movimento Yamashita
- Volteggi con un 1/4 di avvitamento in pre-volo (movimento Tsukahara e sue derivazioni)
- Volteggi con rondata in pre-volo (movimento Yurchenko e sue derivazioni)

### Categorie di volteggio (Donne)
Esistono cinque gruppi di volteggi per le donne:
- Volteggi con rotazioni, movimento Yamashita, rondata con o senza avvitamento in fase di pre-volo o di volo
- Volteggi con rotazioni avanti con o senza avvitamento in fase di prevolo, salto avanti con o senza avvitamento in fase di volo
- Volteggi con movimento Tsukahara con o senza avvitamento in prevolo, rotazioni con o senza avvitamento in volo
- Volteggi con movimento Yurchenko con o senza avvitamento in prevolo, rotazioni con o senza avvitamento in volo
- Volteggi con rondata e 1/2 avvitamento in prevolo, rotazioni con o senza avvitamento in fase di volo